# Distretto di Karlıova
Il distretto di Karlıova (in turco Karlıova ilçesi) è uno dei distretti della provincia di Bingöl, in Turchia.